# Expatriate
Expatriate est un groupe australien de rock indépendant, originaire de Sydney. Il est formé par quatre australiens : Ben King (voix et guitare), Dave Molland (basse), Damian Press (guitare et clavier) et Cristo Kollias (batterie et percussions). Ils quittent Sydney en novembre 2008 pour venir s'installer à Berlin. Ils sortent en 2009, In the Midst of This. Ils tournent en 2012 en première partie de Placebo.

## Historique

### Origines
Le chanteur Ben King a grandi comme expatrié, vivant entre l'Australie et Jakarta, la capitale indonésienne, où il étudiera avec d'autres élèves issus de l'international. Les étudiants s'échangeaient des cassettes, et étaient tous ligués contre l'administration politique « Orde Baru » du Président Suharto. King revient en Australie avec sa famille au début de son adolescence, étudiant ensuite la politique à l'Université de Sydney avant de se consacrer à la musique,.
Le batteur et percussionniste Cristo est fils d'immigrés grecs, qui écoutait la radio Rebetiko underground de son père - un type de musique folk. Cristo et King se rencontrent au Annandale Hotel de Sydney, où ils se découvrent les mêmes goûts musicaux et les quasiment les mêmes expériences de vie. Rejoints par Damian Press, un claviériste et ingénieur-son, ils utilisent le nom de Expatriate,.

### Lovers le Strange
Ils enregistrent un premier EP cinq titres, intitulé Lovers le Strange, aux Ginsberg Studios de Petersham, en Nouvelle-Galles du Sud, où Press a travaillé comme ingénieur-son et producteur, qui est publié en octobre 2005. Les singles The Spaces Between (2005) et Killer Kat (2006) sont diffusés à la radio, le premier étant diffusés par la chaine de radio Triple J. Ils tournent ensuite à l'échelle nationale, passant au festival Homebake en 2005 et en février 2006. Ils jouent à Londres, Toronto, New York, Los Angeles, et Austin qui attirent l'attention de Jim Kerr qui les invite personnellement à jouer avec Simple Minds à leur partie australienne de leur tournée mondiale en mai,.

### In the Midst of This
En juillet en août 2006, Expatriate se dirige aux Robert Lang Studios de Seattle pour enregistrer et coproduire leur premier album, In the Midst of This, avec le producteur John Goodmanson (Death Cab for Cutie, Blonde Redhead, Wu Tang Clan, Hot Hot Heat). Le groupe décide de s'associer à Goodmanson « pour capturer l'agressivité des concerts » sur CD. Le bassiste Dave Molland se joint au groupe en septembre 2006 après l'enregistrement des sessions ; puis ils tournent à Los Angeles et Londres avant de se réunir en Australie pour une tournée nationale de sept semaines avec Something for Kate,.
Play a Part EP de Expatriate est publié en février 2007, suivi par In the Midst of This en avril. L'album atteint la 38e place de l'Australian Recording Industry Association (ARIA),,.

### Hyper/Hearts
Le groupe publie son deuxième album le 6 juillet 2012.